# Рот Едуард Микитович
Едуард Микитович Рот (1924, Станіслав — серпень 1945) — повний кавалер ордена Слави, у роки радянсько-німецької війни — командир відділення розвідки 88-го гвардійського стрілецького полку (33-тя гвардійська Севастопольська ордена Суворова стрілецька дивізія, 43-тя армія, 3-й Білоруський фронт), гвардії старший сержант — на момент до подання до ордена Слави 1-го ступеня.

## Біографія
Народився 1924 року в місті Станіславі (нині Івано-Франківськ) у сім'ї службовця. Єврей. Закінчив 7 класів. Працював токарем на заводі. Призваний у Червону армію в липні 1941 року, перебував у діючій армії.
Воював на Південно-Західному, Південному, 4-му Українському, 1-му Прибалтійському, 3-му Білоруському фронтах.
Влітку і восени 1941 року рядовим червоноармійцем брав участь в оборонних боях під Києвом і Харковом. У грудні 1941 року в складі 13-ї армії брав участь у наступі в районі міста Єлець, де радянські війська просунулися вперед на відстань до 100 кілометрів.
У перший день прориву ворожої оборони південніше Харкова 12 травня 1942 року під час атаки був тяжко поранений і майже рік проходив лікування в різних госпіталях.
У квітні 1943 року повернувся з госпіталю на Південний фронт, у 33-тю гвардійську стрілецьку дивізію, яка в цей час відвойовувала Донбас. У першому ж наступальному бою у Ворошиловградській області був знову поранений.
У серпні 1943 року повернувся у свою дивізію і був призначений розвідником. При захопленні «язика» в тилу противника на початку вересня 1943 року був поранений утретє. Через місяць повернувся у свій полк.
Узимку 1944 року брав участь у боях на 4-му Українському фронті на території Херсонської області. З 31 січня 1944 року 33-ю гвардійську стрілецьку дивізію передали в оперативне підпорядкування командуванню 51-ї армії, націленої на Крим.
31 березня 1944 року дивізія перейшла Сиваш. Вона відвоювала Красноперекопський район, 13 квітня відвоювала Сімферополь, потім Бахчисарай, 7 травня вийшла до Південної бухти Севастополя. 9 травня 1944 року Севастополь було відвойовано. У бою під Севастополем Е. М. Рот був поранений учетверте, але залишився в строю.
Після відвоювання Севастополя 33-тя гвардійська стрілецька Севастопольська дивізія була перекинута на 1-й Прибалтійський фронт і брала участь у відвоюванні Литви.
4 вересня 1944 року гвардії сержант Рот, виконуючи завдання разом з іншими розвідниками в районі населеного пункту Горди (25 км південно-західніше міста Шяуляй, Литва), гранатою знищив ворожий міномет, захопив і доставив у розташування полку «язика».
Наказом від 15 вересня 1944 року Е. М. Рот нагороджений орденом Слави 3-го ступеня (№ 147840).
Через тиждень під час чергової розвідки Е. М. Рот був поранений уп'яте.
З січня 1945 року він брав участь у боях на території Східної Пруссії.
У ході наступу під Кенігсбергом (нині Калінінград) 2 лютого 1945 року біля населеного пункту Транквітц (4 кілометри на захід від Тільзіта — нині Совєтськ) гвардії сержант Е. М. Рот перебував у бойових порядках однієї зі стрілецьких рот полку. Коли рота увірвалася в село, бійці були зустрінуті кулеметним вогнем з вікна одного з кам'яних будинків і залягли. Е. М. Рот за своєю ініціативою кинувся до цього будинку й гранатою знищив кулемет і його обслугу з двох солдатів. Це дало змогу роті продовжити наступ.
Наказом від 22 березня 1945 року Е. М. Рот нагороджений орденом Слави 2-го ступеня (№ 14949).
Е. Н. Рот брав участь у штурмі Кенігсберга, який був узятий 9 квітня 1945 року, а потім — у наступі на захід від Кенігсберга. Тут 12 квітня 1945 року в районі населеного пункту Фірбрудеркруг (4 км на південний захід від міста Кенігсберг) противник перейшов у контратаку. Е. М. Рот на чолі відділення в короткому бою відбив її, відкинувши німців на вихідні позиції. При цьому було знищено 18 ворожих солдатів і взято в полон чотири гітлерівці.
14 квітня 1945 року в районі населеного пункту Кавідіттен (Східна Пруссія) Е. М. Рот на чолі відділення форсував невелику, але глибоку річку, відбив контратаку гітлерівців і, придушуючи противника вогнем, забезпечив переправу через річку передовій роті полку. У ході бою було вбито 10 гітлерівців, 8 захоплено в полон, у тому числі один офіцер.
Указом Президії Верховної Ради СРСР від 29 червня 1945 року гвардії старший сержант Рот Едуард Микитович нагороджений орденом Слави 1-го ступеня. Став повним кавалером ордена Слави.
Е. М. Рот зник безвісти в серпні 1945 року.

## Нагороди
Нагороджений орденами Слави 1-го (29.06.1945), 2-го (22.03.1945) і 3-го (15.09.1944) ступеня.